# Magica Aidan
Nadia Cavriani Bedendo, nota come Magica Aidan (Vercelli, 8 novembre 1955 – Vercelli, 22 maggio 2016), è stata una cantante italiana.

## Biografia
Dotata di una voce molto particolare Magica Aidan utilizza il repertorio italiano della seconda metà del novecento e brani originali, interpretandoli in chiave avant-garde.
Oltre ad essere una cantante, Aidan lavorò come attrice sperimentale, comparendo inizialmente in parodie di spot pubblicitari di prodotti poco noti. Scoperta e prodotta da Paolo Baltaro, attualmente chitarra e voce dei The Pillheads. Debutta al Teatro Prisma di Asigliano nel contesto del Prisma's First and Last Foolish Fest . La carriera prosegue producendo molti brani fra i quali una personale interpretazione di Bastardo Amore Mio, a firma del cantautore vercellese Roberto Viola, collaboratore di Corrado Castellari. Nel 1995 CPS Production pubblica il lungometraggio a lei dedicato "La Magica Aidan" ove si cimenta in performance svariate nel campo della fotografia, della pittura, della pubblicità e dell'esoterismo. Nel 1996 viene pubblicata la prima antologia discografica dal titolo omonimo, pubblicato dall'etichetta torinese CPS e distribuito da Cd Baby . Partecipa successivamente alle registrazioni di Kilimoonjingo della formazione free jazz Società Anonima Decostruzionismi Organici pubblicato da Mellow Records nell'opera Guitars Dancing in the Light dedicata alla musica di Carlos Santana. Nello stesso periodo concentra la propria attività concertistica in Italia. L'attività discografica prosegue con la pubblicazione di Nadia Hotel da parte dell'etichetta Banksville Records dove si denota una svolta decostruzionista. Il disco, formato da tracce derivate dal repertorio del gruppo californiano The Doors, rielabora i brani smontandone la struttura, elementi tipici del decostruzionismo. Il video del brano principale dell'opera, Light My Fire, è stato realizzato avvalendosi di un'estremizzazione della tecnica Chroma Key. Da questo lavoro deriva il concerto live, pubblicato per intero, registrato durante l'evento di presentazione dell'album tenutosi presso le Petit Theatre des Officine Sonore in Vercelli , serata condotta dal critico musicale Guido Michelone con l'attore Giovanni Battista Franco. Segue, nel 2012, la partecipazione come migliore attrice protagonista al concorso Festival Cinema Zero con il cortometraggio L'Attache, realizzato con tecnica monocromatica, con la colonna sonora composta ed eseguita dagli Abajiur Ruaial.
Il 22 maggio 2016 muore a Vercelli, sua città natale.

## Filmografia
- 1998 La Magica Aidan[12], Lungometraggio. Regia di Paolo Baltaro. Direttore della fotografia Gianni Opezzo. Con la partecipazione di Giacomo Bedendo, Michela Cucco e Alessandro Brullo..
- 2012 L'Attache, cortometraggio. Regia di Giovanni Opezzo e Paolo Baltaro [13]
- 2013 Nadia Hotel Presentation, lungometraggio musicale, Petit Theatre des Officine Sonore, Vercelli [14]
- 2013 Light My Fire Videoclip tratto da Nadia Hotel [15]

## Discografia

### Album
- 1995 – The Best of Aidan (CdBaby AP032) [16]
- 2012 - Compilation Guitars Dancing in the Light (alla voce, con Società Anonima Decostruzionismi Organici, nel brano "Kilimoonjingo", Mellow Records)
- 2013 – Nadia Hotel (Banksville Records SMRD369)*